# 门多萨省
门多萨省為南美國家阿根廷二十三省之一，它是组成该国的24个自治州或一级司法管辖区之一，也是24个国家立法选举区之一，首府為门多萨。位於新库约地区的西南部，阿根廷西部，北领圣胡安省，东南为拉潘帕省，南领内乌肯省，西邻智利瓦尔帕莱索，由安第斯山脉分隔两国。

## 行政区划
门多萨省分为18个行政区
- 首府地区 (门多萨)
- 阿尔维亚尔将军地区
- 戈多伊克鲁斯地区
- 盖马雷地区
- 胡宁地区
- 拉巴斯地区
- 拉斯叶拉斯地区
- 拉瓦列地区
- 路冉得库约地区
- 迈普地区
- 马拉圭地区
- 里瓦达维亚地区
- 圣卡洛斯地区
- 圣马丁地区
- 圣拉斐尔地区
- 圣罗沙地区
- 图努扬地区
- 图篷加托地区